# Observatoire radio de Nobeyama
L'observatoire radio de Nobeyama (en japonais 野辺山宇宙電波観測所, Nobeyama uchū dempa kansokujo,  en abrégé NRO, pour Nobeyama Radio Observatory) est un département du National Astronomical Observatory of Japan (NAOJ) et consiste en trois instruments radio situés à Nobeyama, un village de la préfecture de Nagano à une altitude de 1 350 m.
- Le radiotélescope de 45 m : Radiotélescope monoparabole de 45 m qui opère dans des longueurs d'onde millimétriques.
- Le réseau d'antennes millimétriques de Nobeyama (NMA) : Interféromètre millimétrique composé de six télescopes de 10 m de diamètre, fermé en 2007.
- Le radiohéliographe de Nobeyama : Rangée de quatre-vingt-quatre antennes consacrées aux observations solaires.

## Source de la traduction
- (en) Cet article est partiellement ou en totalité issu de l’article de Wikipédia en anglais intitulé « Nobeyama radio observatory » (voir la liste des auteurs).